# Nacionalni park Velikih Himalaja
Nacionalni park Velikih Himalaja (hindi: हिन्दी; engleski: Great Himalayan National Park, GHNP) je nacionalni park u pokrajini Kullu, indijske države Himachal Pradesh. Ima površinu od 1.171 km² i jedan je od najmlađih nacionalnih parkova Indije, osnovan tek 1984. god.
Veliko Himalajsko gorje (1.500 do 6.000 metara nadmorske visine) prolazi duž istočne granice Himachal Pradesha, a presjeca ga rijeka Sutlej, istočna pritoka Inda. Neki od poznatih prijelaza u tom gorju su Kangla (5.248 m), Bara Lacha (4.512 m), Parang (5.548 m) i Pin Parbati (4.802 m).
Velike Himalaje su poznate po visokim alpskim vrhovima, livadama i šumama u klancima, ali ponajviše jer od njegovih ledenjaka nastaju mnogi potoci koji opet tvore nekoliko rijeka, te su vode s ovog područja presudne za život milijuna korisnika koji žive nizvodno.
Kako na ovom području obitava veliki broj biljnih vrsta, od šuma na udaru monsuna pri dnu do alpskih pašnjaka (tundra) na vrhovima Himalaja, uključujući 25 vrsta šuma, te brpjnog niskog raslinja i ugroženih vrsta. Od oko 375 životinjskih vrsta tu obitava 31 vrsta sisavaca, 181 vrsta ptica, 3 vrste reptila, 9 vrsta vodenjaka, 11 vrsta kolutićavaca, 17 vrsta mekušaca i 127 vrsta insekata.
Nacionalni park Velikih Himalaja upisan je 2014. godine na UNESCO-ov popis mjesta svjetske baštine u Aziji zbog „izvanredne važnosti za očuvanje bioraznolikosti”.
Ostali projekti
|  | Zajednički poslužitelj ima još gradiva o temi Nacionalni park Velikih Himalaja |